# كينيث أندرسون (كاتب أمريكي)
كينيث أندرسون (بالإنجليزية: Kenneth Anderson)‏ هو كاتب أمريكي، ولد في 1956.